# كلاي
كلاي (بالإنجليزية: Clay)‏ هي مدينة أمريكية تقع في ولاية ألاباما.تبلغ مساحة هذه المدينة 26.8 (كم²)،ويبلغ عدد سكانها 9708 نسمة حسب إحصاء سنة 2010 م.تشير الإحصاءات بأن الكثافة السكانية في هذه المدينة تقدر بـ(184.6) نسمة/كم2.

## التركيبة السكانية
حدّد مكتب تعداد الولايات المتحدة بيانات التركيبة السكانية لكلاي في تعداد الولايات المتحدة. في ما يلي، التركيبة السكانية حسب تعدادي 2000 و2010.

### تعداد عام 2000
بلغ عدد سكان كلاي 4,947 نسمة بحسب تعداد عام 2000، وبلغ عدد الأسر 1,636 أسرة وعدد العائلات 1,422 عائلة مقيمة في المدينة. في حين سجلت الكثافة السكانية 172 نسمة لكل كيلومتر مربع (445.5/ميل2). وبلغ عدد الوحدات السكنية 1,683 وحدة بمتوسط كثافة قدره 58.5 لكل كيلومتر مربع (151.5/ميل2).
وتوزع التركيب العرقي للمدينة بنسبة 97.96% من البيض و0.71% من الأمريكيين الأفارقة و0.30% من الأمريكيين الأصليين و0.40% من الأمريكيين ذوي الأصول الآسيوية و0.12% من الأعراق الأخرى و0.51% من عرقين مختلطين أو أكثر و0.40% من الهسبانيون أو اللاتينيون من أي عرق.
بلغ عدد الأسر 1,636 أسرة كانت نسبة 52% منها لديها أطفال تحت سن الثامنة عشر تعيش معهم، وبلغت نسبة الأزواج القاطنين مع بعضهم البعض 76.4% من أصل المجموع الكلي للأسر، ونسبة 8.3% من الأسر كان لديها معيلات من الإناث دون وجود شريك، بينما كانت نسبة 2.3% من الأسر لديها معيلون من الذكور دون وجود شريكة وكانت نسبة 13.1% من غير العائلات. تألفت نسبة 11.2% من أصل جميع الأسر من عدة أفراد يعيشون في نفس المنزل ونسبة 3.9% كانت تتألف من شخص يعيش بمفرده يبلغ من العمر 65 عاماً أو أكثر. وبلغ متوسط حجم الأسرة المعيشية 3.02، أما متوسط حجم العائلات فبلغ 3.26.
بلغ العمر الوسطي للسكان 34.6 عاماً. وكانت نسبة 30.7% من القاطنين تحت سن الثامنة عشر، وكانت نسبة 7.4% بين الثامنة عشر والرابعة والعشرين عاماً، ونسبة 33.6% كانت واقعةً في الفئة العمرية ما بين الخامسة والعشرين والرابعة والأربعين عاماً، ونسبة 22.4% كانت ما بين الخامسة والأربعين والرابعة والستين، ونسبة 5.9% كانت ضمن فئة الخامسة والستين عاماً فما فوق. يوجد لكل 100 أنثى 98.0 ذكر، ويوجد لكل 100 أنثى في الثامنة عشر من عمرها فما فوق 94.9 ذكر.
بلغ متوسط دخل الأسرة في المدينة 61,042 دولارًا، أما متوسط دخل العائلة فبلغ 64,798 دولارًا. وكان متوسط دخل الذكور 40,092 دولارًا مقابل 28,787 دولارًا للإناث. وسجل دخل الفرد الخاص بالمدينة 21,323 دولارًا. وكانت نسبة 3.9% من العائلات ونسبة 4.5% من السكان تحت خط الفقر، وكان من هؤلاء نسبة 6.3% تحت سن الثامنة عشر ونسبة 11.7% في الخامسة والستين من العمر وما فوق.

### تعداد عام 2010
بلغ عدد سكان كلاي 9,708 نسمة بحسب تعداد عام 2010، وبلغ عدد الأسر 3,574 أسرة وعدد العائلات 2,780 عائلة مقيمة في المدينة. في حين سجلت الكثافة السكانية 337.6 نسمة لكل كيلومتر مربع (874.4/ميل2). وبلغ عدد الوحدات السكنية 3,799 وحدة بمتوسط كثافة قدره 132.1 لكل كيلومتر مربع (342.1/ميل2).
وتوزع التركيب العرقي للمدينة بنسبة 84.14% من البيض و13.31% من الأمريكيين الأفارقة و0.30% من الأمريكيين الأصليين و0.61% من الأمريكيين ذوي الأصول الآسيوية و0.03% من سكان جزر المحيط الهادئ و0.56% من الأعراق الأخرى و1.06% من عرقين مختلطين أو أكثر و1.31% من الهسبانيون أو اللاتينيون من أي عرق.
بلغ عدد الأسر 3,574 أسرة كانت نسبة 36.6% منها لديها أطفال تحت سن الثامنة عشر تعيش معهم، وبلغت نسبة الأزواج القاطنين مع بعضهم البعض 64.3% من أصل المجموع الكلي للأسر، ونسبة 9.7% من الأسر كان لديها معيلات من الإناث دون وجود شريك، بينما كانت نسبة 3.7% من الأسر لديها معيلون من الذكور دون وجود شريكة وكانت نسبة 22.2% من غير العائلات. تألفت نسبة 20% من أصل جميع الأسر من عدة أفراد يعيشون في نفس المنزل ونسبة 9.3% كانت تتألف من شخص يعيش بمفرده يبلغ من العمر 65 عاماً أو أكثر. وبلغ متوسط حجم الأسرة المعيشية 2.72، أما متوسط حجم العائلات فبلغ 3.13.
بلغ العمر الوسطي للسكان 40.1 عاماً. وكانت نسبة 23.9% من القاطنين تحت سن الثامنة عشر، وكانت نسبة 8.8% بين الثامنة عشر والرابعة والعشرين عاماً، ونسبة 24.2% كانت واقعةً في الفئة العمرية ما بين الخامسة والعشرين والرابعة والأربعين عاماً، ونسبة 31.9% كانت ما بين الخامسة والأربعين والرابعة والستين، ونسبة 11.1% كانت ضمن فئة الخامسة والستين عاماً فما فوق. وتوزع التركيب الجنسي للسكان بنسبة 48.5% ذكور و51.5% إناث.

## أعلام
- كلاين كروفورد